# کینگ مودی
کینگ مودی (انگلیسی: King Moody; ۶ دسامبر ۱۹۲۹ – ۷ فوریهٔ ۲۰۰۱) هنرپیشه و کمدین اهل ایالات متحده آمریکا بود. وی بین سال‌های ۱۹۵۹ تا ۱۹۹۲ میلادی فعالیت می‌کرد.
وی بازیگر فیلم‌هایی همچون نوامبر شیرین و عقب‌مانده تاریک بوده‌است.